# Castillo de Iwatsuki
El castillo de Iwatsuki  (岩槻城 Iwatsuki-jō?) fue un castillo japonés sito en Iwatsuki-ku, Saitama, Saitama (Saitama), en la Prefectura de Saitama Japón. El castillo fue construido durante el periodo Muromachi y fue habitado por muchos señores durante su historia. A finales del periodo Edo, el castillo de Tateyama era la sede del clan Ōoka, daimio del Dominio de Iwatsuki. Durante el periodo Edo, el nombre del castillo se escribía “岩付城”. Fue también conocido como castillo de la grulla blanca (白鶴城 'Hakutsuru-jō'?) o castillo flotante (浮城 'Uki-jō'?). El emplazamiento del castillo es hoy día un monumento histórico de la Prefectura de Saitama.

## Ubicación
El castillo se encontraba en la llanura de Kantō, cerca de la frontera septentrional de la antigua Provincia de Musashi, y aprovechaba una curva del curso antiguo del río Arakawa como parte de sus defensas norte y este, y un pantano al oeste y sur. Durante el periodo Edo medio la construcción a gran escala de protecciones contra las inundaciones desvió el curso principal del río Arakawa, de modo que el castillo se encuentra a cierta distancia del curso moderno del río. El patio principal, el segundo recinto y el tercero estaban rodeados por fosos cenagosos muy anchos, mientras que la ciudad amurallada estaba situada al sudoeste.

## Historia
El castillo fue construido en el periodo Muromachi temprano, más o menos al mismo tiempo que los castillos de Kawagoe y Edo, por Ōta Doshin y su hijo, Ōta Dōkan, en 1457 encargado por Uesugi Mochitomo para proteger la frontera del norte de los dominios de los Uesugi, o por Narita Shōtō, un vasallo de Ashikaga Shigeuji en 1478 para proteger la frontera sur del Kantō kubō. En cualquier caso, el clan Ōta se asentó firmemente en Iwatsuki hacia 1522 y se alió con el cada vez más poderoso clan Hōjō después del asedio del castillo de Kawagoe en 1546, que acabó con el poder de los Uesugi en la región de Kantō. En 1560 Uesugi Kenshin invadió la región de Kantō desde el norte en 1560, y Ōta Sukemasa volvió a aliarse con los Uesugi. Sin embargo, una vez Kenshin retiró su ejército, el clan Hōjō recuperó rápidamente sus territorios perdidos. Ōta Sukemasa se negó a someterse y, en 1564, pidió ayuda al clan Satomi. En su ausencia, su hijo Ōta Ujitsuke le traicionó y rindió el castillo de Iwatsuki a los Hōjō. Tras la muerte de Ōta Ujitsuke en 1567, el clan Hōjō requisó el castillo de Iwatsuki para sí mismos, y reconstruyó considerablemente las defensas con un sistema enorme de murallas de tierra y profundos fosos que abarcaba un área de más de un kilómetro cuadrado, lo que lo hacía una de las mayores y más poderosas fortalezas de la Provincia de Musashi. El castellano fue el hermano de Hōjō Ujinao, sucedido por su hermano Ujifusa en 1585.
En 1590 durante la batalla de Odawara, Toyotomi Hideyoshi envió un ejército de 20.000 hombres, que superó rápidamente a los 2.000 defensores del castillo. Posteriormente, el castillo de Iwatsuki fue puesto bajo el control de Tokugawa Ieyasu, quien asignó el Dominio de Iwatsuki (20.000 koku) a uno de sus más fieles vasallos, Kōriki Kiyonaga. 
El dominio pasó por las manos de gran número de clanes de daimio fudai, incluyendo los Aoyama, Abe, Itakura, Toda, Matsudaira, Ogasawara y Nagai, que predecieron al clan Ōoka, que mantuvo su posesión hasta la restauración Meiji.
En 1775, durante el gobierno de Ōoka Tadayoshi un gran incendio destruyó el castillo y la mayor parte de la ciudad circundante. La torre del homenaje sufrió otro incendio en 1865 y Ōoka Tadayuki careció de la capacidad financiera para reconstruirla. El clan Ōoka clan se puso del lado de las fuerzas pro-imperiales durante la guerra Boshin.

## El castillo hoy
Tras la restauración Meiji, la mayor parte de las estructuras de castillo fueron demolidas. Posteriormente, mediante la reclamación de tierras, gran parte del área del antiguo castillo quedó cubierta por la ciudad moderna. El resto, principalmente zonas pantanosas, constituye el Parque del Castillo de Iwatsuki, que contiene algunos restos de las fortificaciones de tierra y fosos, así como dos de las puertas originales del castillo, que fueron preservadas por particulares y trasladadas a su posición actual. El parque es un punto de reunión famoso para la contemplación de los cerezos en primavera.